# Mauro Tognoni
Mauro Tognoni (Boccheggiano, 8 novembre 1924 – 2 aprile 1996) è stato un politico e sindacalista italiano.

## Biografia
Operaio, impegnato nel sindacato, nel 1953 è segretario generale della CGIL di Grosseto. 
Esponente del Partito Comunista Italiano, nel 1953 viene eletto alla Camera dei Deputati, restando in carica per quattro legislature consecutive, fino al 1972.